# マンスール・アリー・ハーン
マンスール・アリー・ハーン（Mansur Ali Khan, 1830年10月29日 - 1882年12月4日）は、東インドのベンガル太守（在位：1838年 - 1880年）。モーフシン・ウッダウラ（Mohsin ud-Daula）、ファリードゥーン・ジャー（Faridun Jah）とも呼ばれる。

## 生涯

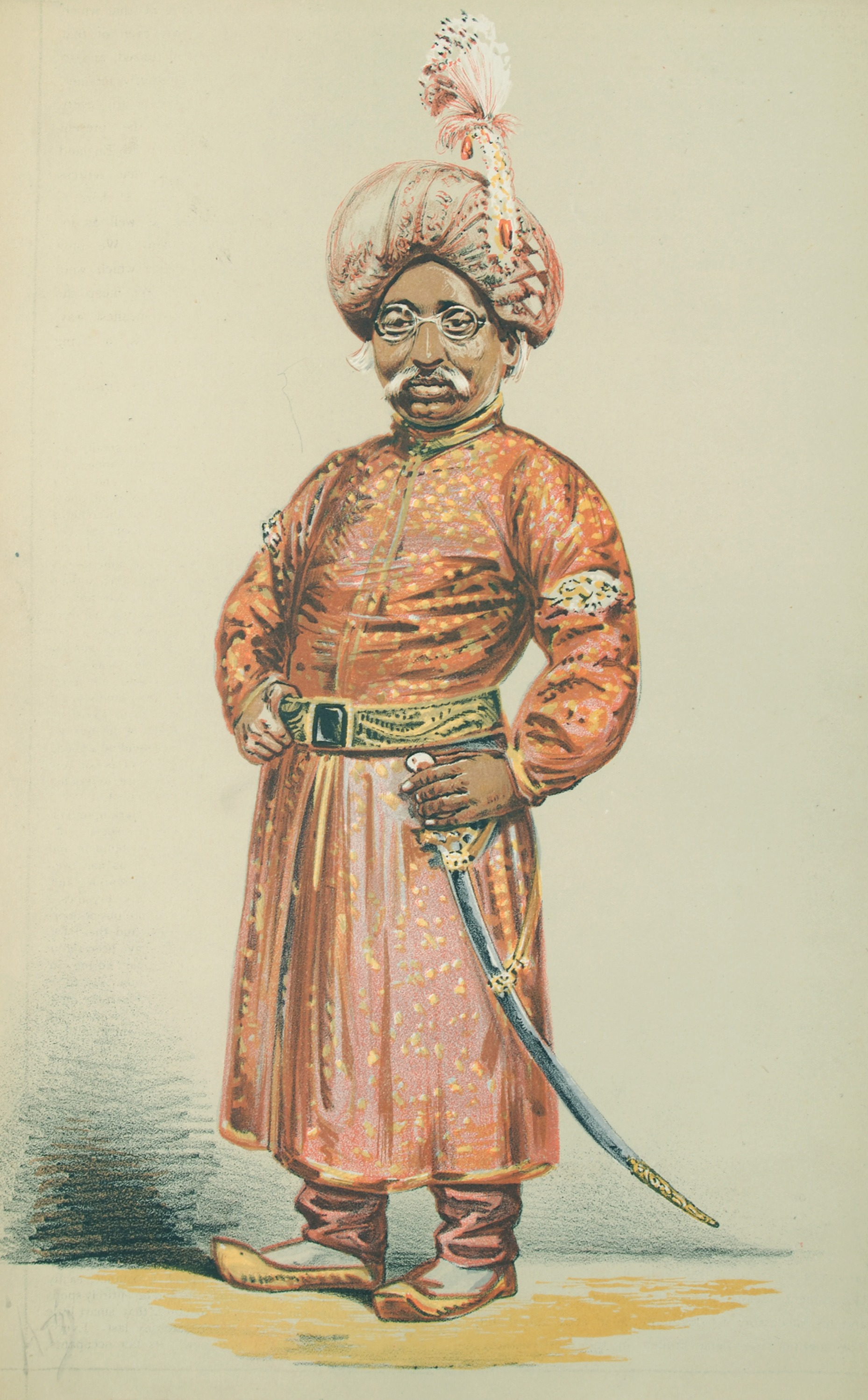
マンスール・アリー・ハーン

1830年10月29日、ベンガル太守ムバーラク・アリー・ハーン2世の三男として生まれた。
1838年10月3日、ムバーラク・アリー・ハーン2世が死亡し、マンスール・アリー・ハーンが太守位を継承した。
1854年10月11日、使用人2人を殺害した共犯と申し立てられたことの影響を受け、イギリスにより祝砲を19発から13発に下げられた。
1869年2月、マンスール・アリー・ハーンはムルシダーバードからイングランドへと移り、1881年10月にボンベイに戻るまで滞在し続けた。
1880年11月1日、マンスール・アリー・ハーンは浪費などから来る莫大な借金からイギリスとの関係が悪化したため、メイデンヘッドで退位した。彼は借金を帳消しにしてもらう代わりにベンガル太守の名称を放棄せねばならず、イギリスからは年金を廃止させられ、宝石など財産は処分が義務付けられた。
そのため、後継者であるハサン・アリー・ミールザー・ハーンは単なる家長となった。
1882年12月4日、マンスール・アリー・ハーンはムルシダーバードで死亡した。